# Vinorelbină
Vinorelbina este un agent chimioterapic de tip vinca-alcaloid, fiind utilizat în tratamentul unor cancere. Calea de administrare disponibilă este cea intravenoasă.
Molecula  a fost aprobată pentru uz medical în Statele Unite ale Americii în anul 1994. Se află pe lista medicamentelor esențiale ale Organizației Mondiale a Sănătății.

## Utilizări medicale
Vinorelbina este utilizată în tratamentul următoarelor forme de cancer:
- cancer pulmonar altul decât cel cu celule mici, avansat
- cancer mamar avansat, recidivant sau refractar la alte tratamente.

Este eficientă și în tratamentul rabdomiosarcomului.

## Mecanism de acțiune
Molecula de vinorelbină se leagă de tubulina din fusul mitotic, inhibând astfel asamblarea microtubulilor necesari pentru migrarea cromatidelor surori în timpul metafazei din diviziunea celulară, ceea ce duce la apoptoza celulelor canceroase.